# Al-Mutanabbi
Al-Mutanabbi, född 915 i Kufa vid Eufrat som Abu-t-tajjib Ahmed ibn el-Husein el-Kufi, död 23 september 965, var en av de störste diktarna på arabiska. Sin ungdom tillbringade han dels i Syrien, dels bland beduinerna i öknen mellan Eufrat och Damaskus, där han skaffade sig rykte som krigare och skald.
Al Mutanabbi ville fördunkla Muhammed och försökte vid 30 års ålder att uppträda som profet (nébi) i syfte att visa världen att mohammed var en falsk profet, varigenom han fick tillnamnet al-mutanabbi ("den som gör anspråk på att vara profet").
948 kom han till emiren i Aleppo och var dennes hovpoet i tre år, varefter han innehade samma anställning i Kairo hos eunucken Kafiir, Egyptens dåvarande regent. Därifrån begav han sig år 962 till Persien för att åter ta en hovpoets plats hos fursten i Shiraz. Under en resa från Shiraz till Kufa år 965 blev han överfallen av en beduinstam, vars chef han retat med en smädedikt, och dog tillsammans sin unge son en vitt besjungen hjältedöd.
Al-Mutanabbi Divan ("diktsamling"), som innehåller 289 dikter, indelas i sex "klasser", kronologiskt ordnade efter hans växlande liv. Innehållet är, som i all arabisk poesi, dels svårbegripligt utan kommentar - varför det räknas honom till stor ära, att han haft inte mindre än 40 olika kommentatorer -, dels uteslutande lyriskt eller, rättare, panegyriskt, för även de dikter, som inte förhärligar en viss person, besjunger i alldeles samma tonart de stående ämnena: hästen, kamelen, svärdet, älskarinnan och dylikt. Al-Mutanabbi har stor uppfinningsförmåga, men hans diktning har med västerländsk uppfattning räknas som rent artificiell och ännu mindre njutbar än de äldre arabiska sångarnas. Hans stora tekniska talang och hans kännedom om språkets rika tillgångar har setts som beundransvärda.
Valda delar av Al-Mutanabbis verk har översatts till svenska av Johan Vindician Tranér, 1811, och av J.F. Hesse, 1847.